# Смолино (Московская область)
Смолино — деревня в Наро-Фоминском районе Московской области, входит в состав сельского поселения Волчёнковское. Численность постоянного населения по Всероссийской переписи 2010 года — 14 человек, в деревне числятся 2 улицы и 3 садовых товарищества. До 2006 года Смолино входило в состав Назарьевского сельского округа.
Деревня расположена в юго-западной части района, на правом берегу малой речки Березовка (приток реки Ильятенка), примерно в 14 км к востоку от города Верея, высота центра над уровнем моря 198 м. Ближайшие населённые пункты — Роща на противоположном берегу реки, Чеблоково в 1 км на юг и посёлок совхоза «Архангельский» в 1,2 км на запад.